# Rodolfo Zubrisky
Rodolfo Zubrisky (Buenos Aires, 13 de novembre de 1912 – Buenos Aires, 14 d'abril de 1991) va ser un dels més famosos violinistes argentins.
Rodolfo Zubrisky va nàixer en una família d'origen rus de confessió jueva. El 1924, entrà al Conservatori Nacional de la capital argentina tot just creat aquell mateix any quan només tenia 12 anys. A desgrat de la joventut, obtingué el primer premi de la institució i així tocà davant el president de la República argentina al Teatro Colón. El 1930 s'instal·là a París, on fou deixeble del gran violinista Jacques Thibaud. Feu diversos concerts a les grans capitals europees fins a 1943. Aquell any, arran de les persecucions antisemites que es duien a terme a França, hagué de fugir, i així creuà els Pirineus caminant per a escapar al nazisme. Aconseguí després de tornar a Buenos Aires. Va crear la Societat Argentina per a l'Educació Musical de la qual fou el president i també fou professor i director del Conservatori Municipal Manuel de Falla.